# Castillo de Portel
El castillo de Portel, en el Alentejo, está situado en el pueblo, parroquia y municipio del mismo nombre, distrito de Évora, en Portugal.
En uno de los contrafuertes de las colinas de Portel, se encuentra en una posición dominante sobre la ciudad medieval. En los barrios merecen una visita, además del castillo, la «Iglesia Matriz de la Vera Cruz», las cuevas de Algar y la presa de Alqueva.

## Historia

### Antecedentes
Aunque la región es rica en evidencias arqueológicas, la primitiva ocupación humana del sitio del castillo es oscura. La toponimia Portel Mafomede, referida a la época de D. Afonso III (1248-1279), muestra una presencia musulmana.

### El castillo medieval
En la época de la Reconquista Cristiana de la península ibérica, los dominios de Portel Mafomede se incluyeron en el primer término de Évora, en la donación hecha por Afonso III de Portugal a João de Aboim, antes de 1257. Este noble, letrado, que vino a cumplir los deberes de Mordomo-mor del reino, sólo fue un válido del soberano cuando, después del conflicto que opuso a D. Alfonso III a su hermano, Sancho II de Portugal (1223-1248), fue agraciado con ese honor entre los términos de Évora y Beja, coincidiendo aproximadamente con la montaña de Portel. En 1257, el monarca dirigió cartas a los buenos hombres de Évora para que aceptaran a João de Aboim como su vecino. Como hubo una disputa sobre los límites de esta donación, sólo después de la demarcación de su jurisdicción, en 1261, el soberano autorizó la construcción de un castillo en el lugar que mejor sirviera a los intereses de ese noble (1261). Así, el 1 de diciembre de 1262, Juan de Aboim, acompañado de su esposa e hijo, pasó una carta a los colonos del castillo de Portel, en términos similares a los de Évora.
Las obras de construcción iniciadas entonces, habrán continuado bajo el reinado de D. Dinis (1279-1325), cuando, después de la muerte del noble, habiendo surgido la disputa entre los herederos por la posesión del honor, el castillo volvió a la posesión de la Corona, para el trueque entre el soberano y D. Marinha, viuda de João de Aboim, con fecha 9 de enero de 1289[1] A este soberano se le atribuye también la erección de la valla de la villa.
En el contexto de la crisis de 1383-1385, Fernão Gonçalves de Sousa, el alcalde de Portel, se puso del lado de Castilla, y con el temor de los aldeanos, tomó todas sus armas y las puso en el castillo. En noviembre de 1384, en el desarrollo de la campaña del Alentejo por las fuerzas del Condestable, D. Nuno Álvares Pereira, un clérigo de Portel, llamado João Mateus, les abrió las puertas de la villa, facilitando la conquista del pueblo y la entrega del castillo [2]. Sus dominios, después de la batalla de Aljubarrota se incluirían en la extensa donación de tierras y derechos que el soberano hizo a ese Condestable, pasando, por sucesión, a los dominios de la Casa de Braganza.
Más tarde, bajo el reinado de D. Manuel I, el pueblo y su castillo son representados por Duarte de Armas (Libro de las Fortalezas, c. 1509). En esa época, la estructura del castillo fue remodelada dando paso al palacio de los duques de Braganza y a una barbacana (1510), siendo las obras a cargo del arquitecto real Francisco de Arruda, de D. Jaime, duque de Braganza.

### Desde elsigloXIXhasta el día de hoy
Perdida su función defensiva, lejos de la bella línea y de las principales vías de acceso al territorio alentejano, el castillo fue progresivamente abandonado hasta convertirse en una ruina en el siglo XIX.
A principios del siglo XX, el conjunto fue clasificado como Monumento Nacional por Decreto, publicado el 23 de junio de 1910. La intervención del poder público se sintió puntualmente, en 1938, por iniciativa de la Direcção-Geral dos Edifícios e Monumentos Nacionais (DGEMN). Propiedad de la Fundación Casa de Braganza, la degradación del conjunto siguió avanzando hasta el derrumbe de una torre cilíndrica del palacio y, más recientemente, en febrero de 1998, de un tramo de muro adyacente a la torre del homenaje, elemento que ya había sido objeto de intervención en el decenio de 1980. La nueva intervención tuvo lugar en 1999, bajo la responsabilidad de la DGEMN, a través de su Dirección Regional del Sur, basada en las técnicas de construcción tradicionales. Todo el proyecto está ahora a la espera de un amplio plan de investigación y musealización.

## Características
El castillo, de estilo gótico, presenta una planta heptagonal reforzada por torres de planta circular en los vértices. Su forma, una novedad en la arquitectura militar portuguesa de la época, parece haber sido inspirada por el Castillo de Angers en Francia. Está dominado por una imponente torre del homenaje, de planta cuadrangular, que se eleva a unos veinticinco metros de altura, dividida internamente en dos pisos sobre la línea de adarve, ambos cubiertos por una bóveda en forma de ojiva. El piso inferior sirvió como prisión. La piedra de mármol se usaba en las cuñas y en las ventanas góticas. La puerta de acceso a la torre está en la ojiva.
Esta torre protege la puerta de acceso, al norte, en arco apuntado. En el lado sur, la Puerta de Beja determina un eje vial interno en línea recta, que conecta las dos puertas. El conjunto tiene tres puertas más, entre las que se encuentran la Puerta del Reloj y la Puerta del Outeiro. Se abre una cisterna en la Plaza de Armas y se pueden identificar los restos de la Capilla de San Vicente y las ruinas del palacio ducal.
La valla medieval del pueblo no nos sobrevivió. La defensa del castillo se complementaba con una barbacana, de la que se conservan importantes tramos al sur, norte y oeste, compuesta por una cortina reforzada por cubos de planta cuadrangular. Es esta barbacana reconstruida por D. Manuel I, que corresponde a la puerta gótica rematada por los escudos reales superpuestos.